# Rhaphium paulseni
Rhaphium paulseni är en tvåvingeart som beskrevs av Philippi 1865. Rhaphium paulseni ingår i släktet Rhaphium och familjen styltflugor. Inga underarter finns listade i Catalogue of Life.